# Dworzec autobusowy w Rzeszowie
Dworzec autobusowy w Rzeszowie – dworzec obsługujący połączenia dalekobieżne zlokalizowany przy ul. Grottgera w Rzeszowie. W 2015 korzystało z niego ok. 550 autobusów dziennie i ok. 12 tys. pasażerów. Właścicielem terenu z dworcem jest Związek Gmin Podkarpacka Komunikacja Samochodowa.

## Historia
Plany przebudowy istniały od 2007. Planowano wtedy nadbudowanie do trzech kondygnacji, przeznaczonych na punkty handlowe i gastronomiczne. Plany te nie doczekały się realizacji. W 2015 na zlecenie rzeszowskiej rady miejskiej opracowano koncepcję stworzenia Rzeszowskiego Centrum Komunikacyjnego, mającego intermodalny charakter.